# 楽天わしづかみ
楽天わしづかみ（らくてんわしづかみ）は、スカイ・A sports+で2005年度からプロ野球シーズンオフに放送されていた、東北楽天ゴールデンイーグルスを題材にしたテレビ番組である。

## 概要
スカイ・エーが全ホームゲームを中継する東北楽天ゴールデンイーグルスの魅力を伝える。毎回楽天の選手をゲストに迎え、その選手の素顔や、そのシーズンにおける楽天の戦いぶりなどをトークやVTR資料などを交えながら検証する。
また、2009～11年度はキャンプ期間中は毎日「楽天キャンプわしづかみ」を久米島から送り、シーズン中も月一回の放送が行われていた。2012年から楽天主管試合の中継はJ SPORTSに移行したため放送終了。

## 放送日時
- 2008年度シーズンオフ実績　隔週土曜日夜に初回放送し、以後は随時再放送した。
- 2009年度キャンプ実績　開催期間中の毎日24時から24時30分（2月11日のみ25時から25時30分）
- 2009年シーズン中、毎週第一木曜日、22時15分から23時。以降随時再放送。

## 出演者
- 司会　平方恭子（スカイ・エー楽天戦初代オフィシャルレポーター）
- 解説　村上隆行・松本匡史・阿波野秀幸・西崎幸広
- ナレーター兼一部出演　山下剛・田野和彦・枝松順一他

※球団創立から2007年までスカイ・エー楽天戦試合中継を担当したメンバー・制作スタッフが携わっている（現在の中継はスカイ・エーで放送はしているが、球団主導の製作に移行したためスタッフが異なる）。